# Benigna Mendiola
Benigna Mendiola Sequeira (1944- ) es una campesina, revolucionaria y política nicaragüense.
Benigna Mendiola participó desde su juventud en acciones guerrilleras de lucha contra la dictadura somocista de Nicaragua. Junto a su marido Bernardino Díaz Ochoa organizó un movimiento sindical entre el campesinado de Nicaragua, movimiento que sirvió de base para la lucha guerrillera del Frente Sandinista de Liberación Nacional, FSLN. Después del triunfo de la Revolución Sandinista en 1979 llegó a ser diputada.

## Biografía
Nacida en el seno de una familia campesina, Benigna Mendiola, tuvo una infancia difícil, sus primeros zapatos los tuvo a los 13 años de edad. En 1963 comenzó junto a su marido Bernardino Díaz, también campesino, a crear sindicatos por distintas área rurales de la montaña del departamento de Matagalpa. El primer sindicato lo crearon en la Tronca, siguió, como cuenta la propia Benigna del 

robo de una madera, y él vino a buscar quién lo defendiera en Matagalpa, y se fue a la Inspectoría del Trabajo, y fue cuando ve la necesidad de formar un sindicato. Fue el primero, ahí formamos la Junta Directiva, donde quedó Bernandino, yo, la Moncha Díaz y Santiago Arteta. Había cuatro haciendas, sindicalizamos a la gente y empezamos a defenderlos para que no robaran el séptimo día ni el salario mínimo. Eran campamentos llenos de jelepates y pulgas; servían de comida una tortillota en la mano que debían doblarla como un embudo y ahí, plas, la cucharada de frijoles parados, cocidos en grandes tucos de barril. Esos frijoles eran morados, y si no llevaba el trabajador su tarrito, pues no bebía café...

Pronto se realizaron otros en poblaciones como Bijagüe, Bocaycito, Yazcas, Waslala, Caño Negro y Quilito. Estas organizaciones campesinas eran camufladas como clubs campesinos evitando de esta forma su disolución por la Guardia Nacional. Fue ella junto con su esposo quien ingreso al sindicato a Petrona Hernández López, más conocida como Amanda Aguilar, y a otras mujeres al sindicato.
Los sindicatos sirvieron de cantera para el FSLN. En ellos, aparte de defender los derechos de los campesinos, se les iba formando políticamente y se seleccionaba a los mejores para su paso al FSLN.
La colaboración con la lucha guerrillera se remonta a antes de la "Gesta de Pancasán" tanto ella como su marido colaboraban con el FSLN. Colaboró con Rigoberto Cruz y Víctor Tirado López. Cuando antes de 1972, Benigna pasa a hacer labores relacionadas con las casas de seguridad y de correo.
Cuando su marido es asesinado por la Guardia Nacional en 1971 Benigna huye a Costa Rica donde se reencuentra con su hijo mayor en el campamento guerrillero de "Palmira". Vuelve a Nicaragua estableciéndose en San José de Los Remates, donde colabora con la insurrección sandinista haciendo mandados a Río Blanco, Bocay, Yaoska, Waslala. Colaboró con los dirigentes sandinistas a quien ayudó en diversas ocasiones.
Cuando en 1979 triunfa la Revolución Sandinista Benigna fue destinada a realizar trabajos en la Asociación de Mujeres Nicaragüenses "Luisa Amanda Espinoza", Amnlae, y de allí pasó a colaborar en la Unión Nacional de Agricultores y Ganaderos, UNAG.
En las elecciones de 1984 fue elegida diputada de la Asamblea Nacional de Nicaragua, donde permaneció dos legislaturas,  y formó parte de la Dirección Nacional del FSLN. Cansada del trabajo de "oficina" y añorando el trabajo del campo se retiró a realizar labores agrícolas en una finca de 22 manzanas que le otorgó la Reforma Agraria a la que va cada 15 días desde su residencia en el barrio Bóer de Managua.
Además colabora con la fundación Aries, con las mujeres y con la Asociación de Veteranos de Guerra de Las Segovias.
La canción de Carlos Mejía Godoy Venancia está hecha en referencia a Benigna Mendiola y a su trabajo revolucionario.